# كفر الدفراوي
قرية كفر الدفراوى هي إحدى القرى التابعة لمركز شبراخيت في محافظة البحيرة في جمهورية مصر العربية. حسب إحصاءات سنة 2006، بلغ إجمالي السكان في كفر الدفراوى 7852 نسمة، منهم 4072 رجل و3780 امرأة. من أعلام القرية الشاعر عبده بدوي.